# أنطون أندرياسون
أنطون أندرياسون (بالسويدية: Anton Andreasson)‏ (26 يوليو 1993 بالسويد - ) هو لاعب كرة قدم سويدي في مركز الوسط. لعب مع نادي إلفسبورغ.

## روابط خارجية
- أنطون أندرياسون على موقع اتحاد السويد (السويدية)
- أنطون أندرياسون على موقع قاعدة بيانات كرة القدم.إي يو (الإنجليزية)
- أنطون أندرياسون على موقع AS.com (الإسبانية)